# フランソワ・ルルー
フランソワ・ルルー（François Leleux、1971年 - ）は、フランスのオーボエ奏者、指揮者。

## 人物・来歴
- 1971年、フランスのクロワに生まれ、6歳からオーボエを始める。14歳でパリ国立高等音楽・舞踊学校に入学し、ピエール・ピエルロとモーリス・ブルグに師事する。オーボエと室内楽の両部門で審査員全員一致の1位を獲得し、同音楽院を卒業する。
- 18歳でパリ・オペラ座管弦楽団の首席オーボエ奏者となり、トゥーロン国際コンクールやミュンヘン国際音楽コンクールで1位を獲得する。1992年から2004年まで、ドイツのバイエルン放送交響楽団の首席奏者を務める。現在はヨーロッパ室内管弦楽団のソロ・オーボエ奏者を務めている。また、ミュンヘン音楽・演劇大学教授として、後進の指導にもあたっている。
- これまでにピエール・ブーレーズ、マリス・ヤンソンス、コリン・デイヴィス、チョン・ミョンフン、ダニエル・ハーディング、トーマス・ダウスゴー、ヴォルフガング・サヴァリッシュ、アラン・ギルバート等の指揮者と共演。日本のオーケストラにもたびたびソリストとして客演し、東京都交響楽団や新日本フィルハーモニー交響楽団、大阪フィルハーモニー交響楽団の定期演奏会でリヒャルト・シュトラウスの協奏曲を演奏している。また、フルートのエマニュエル・パユやクラリネットのポール・メイエらと結成している木管五重奏団「レ・ヴァン・フランセ」のメンバーとしてもよく来日し、盛んに演奏会を行っている。
- 室内楽ではピアノのイェフィム・ブロンフマン、ヴァイオリンのヴィクトリア・ムローヴァなどと共演。ムローヴァと諏訪内晶子とはバッハのオーボエとヴァイオリンのための協奏曲をそれぞれ1回ずつ録音している。
- 1995年にフランスのレーベル「Harmonia Mundi」からソロのCDをリリースして以来、RCA、フィリップス、日本のレーベル「フォンテック」などから、ソロ・室内楽・協奏曲のCDをリリースしている。モーツァルトのオーボエ協奏曲も2回録音している。

### 家族・親族
- 妻：リサ・バティアシュヴィリ - ヴァイオリニスト

## 楽器
フランスのマリゴ社の楽器しか使用しないことで有名。基本的に看板プレイヤーを標榜しないマリゴ社とは唯一、専属契約を交わした奏者であり、同社の新型のオーボエのアドバイザーも兼任している。M2と呼ばれるモデル、2000シリーズと呼ばれる人間工学に基づいた楽器はルルーのアドバイスによるもの（もちろん、他のオーボエ奏者のアドバイスもある）。